# Taar Ferenc
Taar Ferenc (Érmihályfalva, 1924. november 21. – Debrecen, 2014. december 27.) magyar drámaíró, dramaturg, színházigazgató.

## Életrajza
1924-ben született Érmihályfalván Taar Ferenc kántortanító és Román Ilona gyermekeként. Iskoláit Bagamér nagyközségben, Debrecenben és Hajdúböszörményben végezte. Tanári diplomát szerzett, majd 1958-ban a debreceni Csokonai Színház dramaturgja lett. 1961-1973 között a színház igazgatója volt. 1965-ben összefoglaló tanulmánya jelent meg a debreceni színészetről. Több sikeres színművet és hangjátékot is írt. 1974-1984 között a Debreceni Dokumentációs Filmstúdió igazgatója volt, majd nyugdíjba vonult. 2014-ben hunyt el.

## Fontosabb művei
- Aranygyűrű (1954)
- Örök harag (1967)
- Nap a város felett (1969)
- Sírkő pántlikával (1971)
- A kacér múzsát szolgáltam (Debrecen, 1992)

## Díjai és elismerései
- Szocialista Kultúráért (1954, 1982)
- Szocialista Munkáért érdemérem (1954)
- MSZBT Aranykoszorús Jelvénye (1967, 1972)
- Munka Érdemrend arany fokozata (1969, 1984)
- MRT Nívódíja (1979)
- Kritikusok Díja (1980)
- Prix Futura Rádiójáték-fesztivál Kitüntető Oklevele (1982)
- Debrecen Város Művészeti Díja (1969)
- Kölcsey Ferenc-díj (Debrecen) (1994)
- Bagamér díszpolgára[7]